# Неделя о Страшном суде
Неде́ля о Стра́шном суде́, или Неде́ля мясопу́стная (греч. Κυριακὴ τῆς Ἀπόκρεω, церк.-слав. Мѧсопꙋ́стнаѧ недѣлѧ, лат. Sexagesima), или Мясопу́ст, или Вели́кий мясопу́ст — в Православной церкви третий из четырёх подготовительных воскресений («недель», по терминологии церковного устава) к Великому посту, следующее за Неделей о блудном сыне и предшествующее Неделе сыропустной (Прощёное воскресенье).
Входящее в греческое название слово «ἀπό-κρεω» образовано из двух частей: приставка «ἀπό» означает удаление, отделение, завершение, прекращение, а «κρέας» — мясо, то есть «отделяю мясо», «мясо прекращаю»; славянское определение (мясопустная) является смысловым переводом с греческого: оно обозначает завершение или прекращение употребления мяса. Иными словами, это последний день перед Великим постом, когда православные христиане употребляют в пищу мясо (заговенье на мясо, последний день зимнего мясоеда).

## Евангельское чтение
Название «Неделя о Страшном суде» происходит от того, что на литургии в этот день читается Евангелие о Страшном суде:

Когда же приидет Сын Человеческий во славе Своей и все святые Ангелы с Ним, тогда сядет на престоле славы Своей, и соберутся пред Ним все народы; и отделит одних от других, как пастырь отделяет овец от козлов; и поставит овец по правую Свою сторону, а козлов — по левую. Тогда скажет Царь тем, которые по правую сторону Его: приидите, благословенные Отца Моего, наследуйте Царство, уготованное вам от создания мира: ибо алкал Я, и вы дали Мне есть; жаждал, и вы напоили Меня; был странником, и вы приняли Меня; был наг, и вы одели Меня; был болен, и вы посетили Меня; в темнице был, и вы пришли ко Мне. Тогда праведники скажут Ему в ответ: Господи! когда мы видели Тебя алчущим, и накормили? или жаждущим, и напоили? когда мы видели Тебя странником, и приняли? или нагим, и одели? когда мы видели Тебя больным, или в темнице, и пришли к Тебе? И Царь скажет им в ответ: истинно говорю вам: так как вы сделали это одному из сих братьев Моих меньших, то сделали Мне. Тогда скажет и тем, которые по левую сторону: идите от Меня, проклятые, в огонь вечный, уготованный диаволу и ангелам его: ибо алкал Я, и вы не дали Мне есть; жаждал, и вы не напоили Меня; был странником, и не приняли Меня; был наг, и не одели Меня; болен и в темнице, и не посетили Меня. Тогда и они скажут Ему в ответ: Господи! когда мы видели Тебя алчущим, или жаждущим, или странником, или нагим, или больным, или в темнице, и не послужили Тебе? Тогда скажет им в ответ: истинно говорю вам: так как вы не сделали этого одному из сих меньших, то не сделали Мне. И пойдут сии в муку вечную, а праведники в жизнь вечную (Мф. 25:31—46).

## Особенности богослужения
В церковном богослужении этого дня к обычным воскресным песнопениям Октоиха добавляются покаянные молитвословия Триоди постной, в которых православная церковь напоминает молящимся о Втором пришествии Иисуса Христа на Землю со славою судить живых и мертвых. Бог — Иисус Христос, являясь справедливым судьёй, воздаст каждому из людей по заслугам; а каждому из людей необходимо, помня и ожидая Второе пришествие, успеть принести покаяние и возлюбить ближнего: накормить голодных, напоить жаждущих, посетить больных и заключенных. Также в этот день может употребляться и Минея, если случится Сретение Господне, или его предпразднство/попразднство, или престольный праздник, или бденный/полиелейный святой. Богослужения других святых с этого дня должны переноситься на повечерие пятницы вечера.
- Так же, как и в предыдущую Неделю о блудном сыне, на «Го́споди воззва́х…» поются: 6 воскресных стихир, 4 стихиры из Триоди глас 6-й[3], «Сла́ва…», стихира Триоди глас 8-й: «Егда́ поста́вятся престо́ли и отве́рзутся кни́ги…», «И ны́не…», догматик Октоиха.
- В начале литии — стихира храма, «Сла́ва…», стихира Триоди глас 7-й: «Госпо́дни разуме́вше за́поведи, та́ко поживе́м…», «И ны́не…», воскресный богородичен того же гласа: «Под кров Твой Влады́чице…».
- Стиховны — 4 обычные стихиры Октоиха с воскресными запевами, «Сла́ва…», стихира Триоди глас 8-й: «Увы́ мне мра́чная душе́…», «И ны́не…», воскресный богородичен того же гласа: «Безневе́стная Де́во…».

Далее продолжается всенощное бдение, как обычное воскресное, за исключением:
- По «Бог Госпо́дь…» дважды поётся воскресный тропарь (нет тропаря святому), «Сла́ва… и ны́не…», богородичен воскресный.
- При пении полиелея, к двум обычным (к 134-му псалму: «Хвали́те и́мя Госпо́дне…» и к 135-му псалму: «Испове́дайтеся Го́сподеви я́ко благ…»), добавляется третий (псалом 136-й: «На река́х вавило́нских…»).
- Так же, как и в Неделю о мытаре и фарисее, после чтения Евангелия — «Воскресение Христово видевше…», псалом 50: «Поми́луй мя Бо́же…», и особые покаянные песни[4] глас 8-й: «Покая́ния отве́рзи ми две́ри, Жизнода́вче…»
- В каждой песни канона: 4 воскресных тропаря (крестовоскресных нет), 2 — богородичных, 8 — из Триоди глас 6-й с запевом «Поми́луй мя, Бо́же, поми́луй мя» и катавасия — ирмосы Великого канона Андрея Критского «Помо́щник и покрови́тель…».
- По третьей песни седальны Триоди глас 6-й.
- По шестой песни:

|                           | На греческом | На церковнославянском (транслитерация) | На русском |
| ------------------------- | --- | --- | --- |
| Кондак глас 1 (Ἦχος α') : | Ὅταν ἔλθῃς ὁ Θεός, ἐπὶ γῆς μετὰ δόξης, καὶ τρέμωσι τὰ σύμπαντα, ποταμὸς δὲ τοῦ πυρὸς πρὸ τοῦ Βήματος ἕλκῃ, καὶ βίβλοι ἀνοίγωνται, καὶ τὰ κρυπτὰ δημοσιεύωνται, τότε ῥῦσαί με, ἐκ τοῦ πυρὸς τοῦ ἀσβέστου, καὶ ἀξίωσον, ἐκ δεξιῶν σου μὲ στῆναι, Κριτὰ δικαιότατε. | Егда́ прии́деши Бо́же на зе́млю со сла́вою, и трепе́щут вся́ческая: река́ же о́гненная пред суди́щем влече́т, / кни́ги разгиба́ются, и та́йная явля́ются: / тогда́ изба́ви мя от огня́ неугаси́маго, / и сподо́би мя одесну́ю Тебе́ ста́ти Суди́е пра́веднейший. | Когда придешь Ты, Боже, на землю со славою / весь мир затрепещет; река огненная течет пред Престолом Суда, книги открываются и тайны объявляются. Тогда избавь меня от огня неугасимого и удостой меня стать справа от Тебя, Судия праведнейший. |

- По девятой — ексапостиларий евангельский, и два светильна с богородичным из Триоди.
- На хвалитех — 5 стихир Октоиха, 4 стихиры Триоди — запевы к стихирам воскресные и один дополнительный из того же 9-го псалма: «Возвеселю́ся и возра́дуюся о Тебе́, / пою́ и́мени Твоему́, Вы́шний.» (Пс. 9:2), «Сла́ва…», стихира Триоди глас 1-й: «Предочи́стим себе́, бра́тие, цари́цею доброде́телей…», «И ны́не…», «Преблагослове́нна еси́…».
- По великом славословии — тропарь воскресный (конечный).
- По отпусте — евангельская стихира.
- На всех часах — тропарь воскресный, а кондак Триоди.

### На Литургии
- «Блаженны»: 6 из Октоиха и 4 тропаря шестой песни канона Триоди.
- По входе:

1. В Господском храме — тропарь воскресный, «Сла́ва… и ны́не…», кондак Триоди.
2. В храме Богородицы — тропарь воскресный, тропарь храма, «Сла́ва…», кондак Триоди, «И ны́не…», кондак храма.
3. В храме святого — тропарь воскресный, тропарь храма, «Сла́ва…», кондак храма, «И ны́не…», кондак Триоди.

- Прокимен и аллилуиарий — Триоди (а не Октоиха).
- Апостольское и Евангельское зачала — Триоди.
- Причастен — воскресный, а также «Ра́дуйтеся, пра́веднии, о Го́споде, пра́вым подоба́ет похвала́.»

## Славянские традиции
Последнее воскресенье перед Масленицей носило название «Мясное воскресенье», в Воронежской губернии — «Мясное заговенье». В воскресенье говорили: «Нынче 12 раз шти (щи) хлебают, 12 раз мясо едят».
В вологодских деревнях ходили в гости к родственникам, соседям, друзьям и приглашали в гости на Масленицу. В это воскресенье тесть звал зятя «доедать барана». «Заговляюсь на сыр да на масло», — говорили в вечер перед Масленицей.
На Украине накануне закалывали поросят или свинью и в Мясное заговенье варили холодец из свиных ножек, в связи с чем, день так и называли «Ножковое пущенье, Ножко́вы» (укр. Ніжкове пущання, Нижко́ви). Ср. «поросячий понедельник» у хорватов (хорв. Prašći pundeljak) — понедельник перед масленичной неделей (Мясопустом).
В Харьковской губернии считали, что в последнюю ночь мясопустной недели муж не должен спать с женой, иначе волки поедят у них всех поросят.
Хорваты, болгары и македонцы на Мясное заговенье, как и в последний день Мясопуста, кололи и ели курицу, а её кровью рисовали на лбу у детей крестики, в связи с чем Мясное заговенье называли диал. болг. Кокошчени заговезни, Кокошкини заговелки, Кокоша заговелка, диал. макед. Кокошкини поклади. Хорваты в Вароше про этот обычай говорили, что «масленица должна быть окроплена кровью» (хорв. moraje se Poklade okrvit, da živat ne gini).